# Andréia Albertini
Andréia Albertini, (Ribeirão Preto, 9 de enero de 1987 – Mauá, 9 de julio de 2009) fue una travesti brasileña. Ganó protagonismo en los medios luego de involucrarse en una polémica con el exfutbolista Ronaldo Nazário, en abril de 2008, luego de lo cual fue invitada a participar como actriz en películas para adultos y en el teatro, actuó como bailarina de funk, cuando asumió el apodo de Mulher Aubergine, y también comenzó a escribir un libro autobiográfico.
Murió a los 22 años, por complicaciones provocadas por una neumonía.

## Biografía
Hija de ama de casa, creció en una familia con dos hermanos. A los 12 años aceptó su identidad travesti y comenzó a usar ropa y maquillaje de mujer, algo que su familia y amigos siempre dieron por sentado, pero sufrió prejuicios y violencia en la escuela, debido a su sexualidad.
Todavía en su adolescencia, dejó la casa de su familia, en el interior de São Paulo, y emigró a Río de Janeiro, donde comenzó a trabajar como acompañante en Barra da Tijuca, debido a la dificultad de conseguir un trabajo formal debido al hecho de ser una persona trans. En cierto momento de su vida llegó a vivir en la calle.
A los 21 años se involucró en un polémico romance con el exfutbolista Ronaldo, y a partir de ahí comenzó a ganar protagonismo en la prensa nacional, y afirmó que dejaría la vida de escort para dedicarse mismo a otros proyectos profesionales. Se implantó dos implantes de silicona en sus senos, cada uno con 350 ml de algas, y tenía la intención de operarse para cambiar su sexo.
Murió el 9 de julio de 2009, en la UCI del Hospital Nardini, en la ciudad de Mauá, donde estuvo dos días internada por complicaciones provocadas por una neumonía.
Según su expareja, Andréia era fanática de São Paulo, y era fanática de la cantante Vanusa y de la música italiana.

## Carrera profesional
A los 13 años comenzó a trabajar como acompañante en la ciudad de Río de Janeiro. En septiembre de 2008, declaró a la prensa que había optado por no hacer más programas, y que se dedicaría a otros proyectos profesionales, con el fin de cambiar su imagen. Durante el período que actuó como acompañante, realizó hasta 15 programas diarios, y se relacionó con personajes anónimos y famosos. Al poco de darse a conocer popularmente, debido a la polémica que protagonizó, optó por triplicar el valor de sus servicios como escort.
A mediados de julio de 2008, hizo su debut en una película para adultos, titulada Andréia Albertini - Ela é um Fenômeno. El rodaje se realizó en mayo del mismo año, en un hotel de São Paulo, por Ícaro Studios, empresa con la que Andréia firmó contrato para cuatro películas. Todas las escenas de la película se rodaron con preservativos.
En julio de 2008 protagonizó la obra de teatro A Estrela sou Eu, donde interpretó el papel de un travesti que se prostituye en las calles. Según una entrevista concedida al portal de noticias EGO, Andréia afirmó que ya había trabajado en las compañías Teatro do Oprimido y Cia. Telga Teatral, de la ciudad de Mauá.
A mediados de septiembre de 2008, se convirtió en bailarina de funk, asumiendo el apodo de Mulher Aurinjela, y junto a MC Palito, lanzó un sencillo parodiando el romance en el que se involucró con un exfutbolista.
Todavía en el primer semestre de 2008, Andréia había mencionado que estaba escribiendo un libro contando la historia de su vida, detallando hechos de su infancia, pasando por el momento en que salió del armario como travesti y también detalles sobre su vida íntima como acompañante. El libro nunca fue publicado.
En mayo de 2009, fue premiada durante la ceremonia de la primera edición de los Erotika Video Awards en la categoría Mejor Boneka, donde también compitió con la película Andréia Albertini – Ela é um Fenômeno en la categoría Mejor Película Bonekas.

## Controversias
El 28 de abril de 2008, Andréia fue una de las tres travestis protagonistas de un polémico intento de extorsión que involucraba al entonces jugador del Milan, Ronaldo. Este caso recibió amplia cobertura en los medios nacionales e internacionales, y en tan solo dos días, 11 de los 20 videos más vistos en YouTube estaban relacionados con este evento. En su declaración, Andréia acusó a Ronaldo de no haber pagado por un encuentro que tuvieron en la madrugada del 28 de abril en el Motel Papillon en Barra da Tijuca, y de haber consumido drogas junto con ella y otras dos amigas. Sin embargo, días después cambió su versión y junto con una de sus colegas, en un nuevo testimonio de cuatro horas, negaron las acusaciones previas sobre actividad sexual y consumo de drogas, argumentando que habían inventado la historia porque no lograron obtener el dinero que buscaban con la extorsión. En la declaración de Ronaldo a la policía, él afirmó que solo se dio cuenta de que las tres no eran mujeres en el motel, tal como Andréia había señalado previamente, y que les pagó para que se fueran, pero que luego Andréia comenzó a exigir 50 mil reales para evitar que el caso fuera a la prensa. Posteriormente, Andréia fue criticada por la Asociación de Travestis, Transexuales y Transgéneros de Río de Janeiro por romper la confidencialidad de los clientes, y más tarde fue acusada por el Ministerio Público de intento de extorsión. Este caso fue archivado tras la muerte de Andréia en julio de 2009. Un año después, la historia de Andréia se convirtió en un superventas en la literatura de cordel, con la obra escrita por João Peron que necesitó siete reimpresiones para satisfacer la demanda y alcanzó las 8.000 copias impresas.
El 29 de abril de 2008, luego de participar en el programa A Tarde é Sua, de la emisora Rede TV, donde reveló detalles sobre el caso del exjugador de la selección brasileña, Andréia fue abordada por los reporteros del programa Pânico na TV., Vesgo, vestido como Milene Domingues, y Silvio, vestido como Ronaldo, quien le preguntó si saldría con él por R$ 50.000. Molesta por la pregunta, Andréia, que ya había declarado que no grabaría con el programa Pânico, terminó rompiendo equipos y parte de la estructura de la sede de la emisora, incluidas cámaras HD con un valor estimado de 25 mil reales cada una. Después del incidente, Andréia condicionó su participación en los programas Bom Dia Mulher y Superpop firmando un término en el que la emisora se comprometía a no mostrar las imágenes de la confusión con el equipo de Pânico, pero la producción televisiva se negó y llamó a la Guardia Municipal, para sacarla del sitio, por el delito de invasión de la propiedad privada, y también una ambulancia, para asistirla y curarle las lesiones ocasionadas durante el descontrol. En ese momento, Andréia acusó a la emisora de haberla coaccionado.
En la madrugada del 24 de julio de 2008 fue llevada junto con otra amiga travesti a la Comisaría n°1 de la policía en su ciudad natal, Ribeirão Preto, después de intercambiar agresiones con un médico en una concurrida avenida de la ciudad. En los testimonios proporcionados para la elaboración del informe policial, Andréia y el médico dieron versiones diferentes del caso. Andréia y su colega, en su declaración a la policía, mencionaron que el médico les había propuesto un encuentro y, después de llevarlas a un lugar para autoservicio, anunció que solo pagaría por el servicio si podía ser el pasivo en la relación, y que ambas no aceptaron tal condición. Luego, el médico las llevó de regreso al centro de la ciudad y allí le dio un puñetazo a una de ellas, iniciando el intercambio de agresiones. En la versión presentada por la contraparte, el médico dijo que llamó a la policía luego de ser víctima de agresión e intento de robo por parte de la dupla. Según él, estacionó su automóvil en la carretera para ayudar al dúo, cuando vio que una de ellas estaba sentada con la mano en la cara, mientras que la segunda saludaba a los autos que pasaban. En ese momento, Andréia llegó a un acuerdo el cual detallaba que los daños corporales intencionales fueron mutuos.
El 15 de septiembre de 2008 fue llevada a la comisaría luego de involucrarse en una pelea con un hombre que la acusaba de robar en Copacabana. El delegado que manejó el caso informó que ambos dieron versiones diferentes en sus declaraciones. El hombre involucrado afirmó que solo estaba observando a Andréia y que ella se sintió incómoda, lo insultó y comenzó a agredirlo. El hombre sufrió daños materiales y tenía lesiones en el cuello. Andréia negó las acusaciones y afirmó que iba hacia el dentista cuando el joven la insultó, lo que provocó su reacción y durante la pelea le arrancó una parte de su cabello. Ambos fueron acusados de causarse mutuamente lesiones corporales.
La mañana del 2 de octubre de 2008 se incendió el apartamento en el que vivía en Copacabana desde hacía cuatro meses, con una colega, también travesti. Según testigos que presenciaron el incidente, la colega de Andréia, Luisa Campbell, no pudo escapar del fuego y antes de que llegara la ayuda, se arrojó por una ventana en el décimo piso, tras ser sobresaltada por una explosión provocada por un incendio. Luisa murió por la caída. Según el abogado de Andréia, ella no estaba en el lugar del accidente, porque por motivos profesionales se había mudado el día anterior a otro departamento en el mismo edificio, pero cuando notó el incendio, trató de ayudar a su ex colega a buscar agua para detener las llamas. Información recabada por la Policía Civil señala que la pericia practicada en el lugar arrojó que el incendio pudo haber sido provocado por un cigarrillo. Se evidenció que la víctima fatal era fumadora, y que posiblemente se durmió y dejó caer su cigarro sobre el colchón, donde se habría iniciado el fuego, ya que la cama estaba quemada y no había señales de corto circuito.

## Muerte
Después de ser encontrada sin fuerzas por el dueño de un piso donde vivía desde hacía dos meses en la ciudad de São Paulo, fue rescatada por su madre, acompañada por su exmarido y el padre adoptivo de Andréia, y llevada a Mauá, municipio perteneciente a la Gran Región ABC, en São Paulo. Dos días después, sufrió una convulsión en la casa de su madre y fue llevada al hospital ya en coma. Al llegar al hospital, el médico que seguía el caso informó a la familia que la situación era delicada, y que si sobrevivía, viviría en estado vegetativo. Murió el 9 de julio de 2009, luego de estar dos días internada en el Hospital Nardini, en la ciudad de Mauá, debido a complicaciones provocadas por neumonía y meningitis. Fue enterrada a la mañana siguiente de su muerte, en el cementerio de Santa Lídia, también en Mauá. Su certificado de defunción indicaba «coma neurotoxiplasmosis síndrome de inmunodeficiencia adquirida» como la causa de la muerte. Andréia había estado bajo tratamiento por el VIH desde 2006.

## Premios
| Año  | Premio                   | Categoría    | Resultado |
| ---- | ------------------------ | ------------ | --------- |
| 2009 | Premios de vídeo erótico | Mejor muñeca | Ganadora  |